# Echipa națională de fotbal a Georgiei
Echipa națională de fotbal a Georgiei reprezintă Georgia în competițiile fotbalistice ale FIFA. Responsabilitatea alcătuirii acestei echipe aparține Federației Georgiane de Fotbal.

## Campionate mondiale
- 1930 - 1994 nu s-a calificat, a făcut parte din Uniunea Sovietică
- 1998 până în 2022 - nu s-a calificat

## Campionate europene
- 1960 până în 1992 - nu s-a calificat, a făcut parte din Uniunea Sovietică
- 1996  până în 2020 - nu s-a calificat
- 2024 - optimi de finaă

## Euro
| Faza | Naționala | Scor | Adversar | Final |
| ---- | --------- | ---- | -------- | ----- |

| Grupelor | Georgia | 1 - 3 | Turcia     | Înfrângere |
| Grupelor | Georgia | 1 - 1 | Cehia      | Remiză     |
| Grupelor | Georgia | 2 - 0 | Portugalia | Victorie   |
| Optimi   | Georgia | 1 - 4 | Spania     | Înfrângere |

## Antrenori
- Giga Norakidze (1992)
- Aleksandr Chivadze (1993-1996)
- Vladimir Gutsaev (1996)
- David Kipiani (1997)
- Vladimir Gutsaev (1998)
- Gigla Imnadze (1998, interimar)
- Vladimir Gutsaev (1998-1999)
- Johan Boskamp (1999)
- David Kipiani și Revaz Dzodzuashvili (2000-2001)
- Aleksandr Chivadze (2001-2003)
- Ivo Šušak (2003)
- Merab Jordania (2003)
- Gocha Tqhebuchava (2004)
- Alain Giresse (2004-2005)
- Gayoz Darsadze (2005)
- Klaus Toppmöller (2006-2008)
- Héctor Cúper (2008-2009)
- Temuri Ketsbaia (2010-2014)
- Kakhaber Tskhadadze (2014-2016)
- Vladimír Weiss (2016-2020)
- Ramaz Svanadze (2020)
- Willy Sagnol (2020-prezent)

### Jucătorii cu cele mai multe selecții
| # | Nume                | Carieră   | Selecții | Goluri |
| - | ------------------- | --------- | -------- | ------ |
| 1 | Guram Kashia        | 2009-     | 117      | 3      |
| 2 | Jaba Kankava        | 2004-2024 | 101      | 10     |
| 3 | Levan Kobiashvili   | 1996-2011 | 100      | 12     |
| 4 | Zurab Khizanishvili | 1999-2015 | 92       | 1      |
| 5 | Kakha Kaladze       | 1996-2011 | 83       | 1      |

### Golgheteri
| # | Nume                  | Carieră      | Goluri (Selecții) |
| - | --------------------- | ------------ | ----------------- |
| 1 | Shota Arveladze       | 1992-2007    | 26 (61)           |
| 2 | Temuri Ketsbaia       | 1990-2003    | 17 (52)           |
| 3 | Khvicha Kvaratskhelia | 2019-prezent | 16 (34)           |
| 4 | Alexander Iashvili    | 1996-2011    | 15 (67)           |
| 5 | Georges Mikautadze    | 2021-prezent | 13 (29)           |

## Lotul actual
Jucătorii selecționați pentru UEFA Euro 2024.
| Nr. | Poz. | Jucător                | Data nașterii (vârsta)         | Selecții | Goluri | Club                  |
| --- | ---- | ---------------------- | ------------------------------ | -------- | ------ | --------------------- |
|     | P    | Giorgi Loria           | 27 ianuarie 1986 (39 de ani)   | 78       | 0      | Dinamo Tbilisi        |
|     | P    | Giorgi Mamardashvili   | 29 septembrie 2000 (24 de ani) | 16       | 0      | Valencia              |
|     | P    | Luka Gugeshashvili     | 29 aprilie 1999 (26 de ani)    | 1        | 0      | Qarabağ               |
|     |      |                        |                                |          |        |                       |
|     | F    | Guram Kashia (căpitan) | 4 iulie 1987 (37 de ani)       | 112      | 3      | Slovan Bratislava     |
|     | F    | Otar Kakabadze         | 27 iunie 1995 (29 de ani)      | 60       | 0      | Cracovia              |
|     | F    | Solomon Kvirkvelia     | 6 februarie 1992 (33 de ani)   | 58       | 0      | Al-Okhdood            |
|     | F    | Lasha Dvali            | 14 mai 1995 (30 de ani)        | 31       | 1      | APOEL                 |
|     | F    | Jemal Tabidze          | 18 martie 1996 (29 de ani)     | 15       | 1      | Panetolikos           |
|     | F    | Luka Lochoshvili       | 29 mai 1998 (27 de ani)        | 10       | 1      | Cremonese             |
|     | F    | Giorgi Gocholeishvili  | 14 februarie 2001 (24 de ani)  | 8        | 0      | Shakhtar Donetsk      |
|     | F    | Giorgi Gvelesiani      | 5 aprilie 1991 (34 de ani)     | 0        | 0      | Persepolis            |
|     |      |                        |                                |          |        |                       |
|     | M    | Nika Kvekveskiri       | 29 mai 1992 (33 de ani)        | 59       | 0      | Lech Poznań           |
|     | M    | Otar Kiteishvili       | 26 martie 1996 (29 de ani)     | 36       | 2      | Sturm Graz            |
|     | M    | Saba Lobzhanidze       | 18 decembrie 1994 (30 de ani)  | 36       | 3      | Atlanta United        |
|     | M    | Zuriko Davitashvili    | 15 februarie 2001 (24 de ani)  | 34       | 6      | Bordeaux              |
|     | M    | Giorgi Chakvetadze     | 29 august 1999 (25 de ani)     | 24       | 8      | Watford               |
|     | M    | Levan Shengelia        | 27 octombrie 1995 (29 de ani)  | 16       | 1      | Panetolikos           |
|     | M    | Giorgi Tsitaishvili    | 18 noiembrie 2000 (24 de ani)  | 16       | 1      | Dinamo Batumi         |
|     | M    | Anzor Mekvabishvili    | 5 iunie 2001 (23 de ani)       | 13       | 0      | Universitatea Craiova |
|     | M    | Giorgi Kochorashvili   | 19 iunie 1999 (25 de ani)      | 7        | 0      | Levante               |
|     | M    | Sandro Altunashvili    | 19 mai 1997 (28 de ani)        | 4        | 0      | Wolfsberger AC        |
|     | M    | Gabriel Sigua          | 30 iunie 2005 (19 ani)         | 2        | 0      | Basel                 |
|     |      |                        |                                |          |        |                       |
|     | A    | Giorgi Kvilitaia       | 1 octombrie 1993 (31 de ani)   | 37       | 6      | APOEL                 |
|     | A    | Khvicha Kvaratskhelia  | 12 februarie 2001 (24 de ani)  | 29       | 15     | Napoli                |
|     | A    | Budu Zivzivadze        | 10 martie 1994 (31 de ani)     | 25       | 7      | Karlsruher SC         |
|     | A    | Georges Mikautadze     | 31 octombrie 2000 (24 de ani)  | 24       | 9      | Metz                  |